# 미국의 민요
‘미국의 민요’는 칠레의 자작곡 가수 빅토르 하라에 의한 세번째 정규 음반이고, 칠레의 민중 음악단 킬라파윤에 의한 두번째 음반인데 이엠아이와 오데온 사社에서, 1967년에 발매되었다.

## 음악
그 음반은 하라와 킬라파윤에 의해 제작되었는데, 그들은 1966년에 시작했던 “음악 모임”을 만들었다. 그것은 영어로 된 ‘자장 자장Hush-a-bye’의 하라의 노래로 시작하고, 비록 그 음반은 “미국의 민요”라고 불리지만, 스페인에서 만들어진 두 곡들, “비둘기의 비둘기”와 “엘 투루루루루”를 포함한다. “돌다, 돌다, 해바라기”는 빅토르에 의해 쓰여졌고 그 음반의 마지막 노래, “토끼”는, 원래 칠레인 카를로스 프렌데즈 살디아스에 의한 시였는데, 그것에 빅토르가 곡을 붙였다.

## 예술작업
그 음반 표지는 밀림에 있는 새들의 평화롭고 다채로운 형태를 보여준다. 카를로스 케자다를 통해서, 빈센테 라레아는 표지의 꾸밈을 위해서 킬라파윤과 빅토르를 만났는데, 그 시기에 빈센테는 약 120개의 음반 표지들, 300개의 게시물들, 그리고 당시에 ‘조타 조타’로 알려졌던, 회사 ‘인기 노래의 디스코(디캅)’의 상징물logo을 만들었고, 그것은 하라의 다음 음반, ‘나는 당신의 열린 손 안에 놓습니다’(1969)를 산티아고에서 발매하는 책임을 진 회사였다.

## 발매
‘미국의 민요’는 이엠아이와, 오데온 사에서, 1967년에 발매되었다. 그 앨범 판매 덕분에 하라는, 그의 첫 은장銀裝 음반을 얻었다. 이엠아이는 그 음반을 발매했는데 우루과이(1970년)와 아르헨티나(1983년)와 같은 다른 남미 국가들에서 말이다.

## 음반 노래 목록

### 에이 면
| 번호 | 제목                                   | 작곡가(들)        | 길이 |
| ---- | -------------------------------------- | ----------------- | ---- |
| 1    | “자장 자장” (미국 자장가)              |                   | 3:53 |
| 2    | “작은 춤” (칠레 전통)                  |                   | 2:28 |
| 3    | “비둘기의 비둘기” (스페인 전통)        |                   | 1:13 |
| 4    | “대담하게 잠들다”                      | 엘리세오 그레넷   | 3:38 |
| 5    | “우리 엄마의 울음소리” (볼리비아 전통) |                   | 2:45 |
| 6    | “경력”                                 | 다니엘 비글리에티 |      |
| 7    | “마레 마레” (베네수엘라 전통)          |                   | 2:30 |

### 비 면
| 번호 | 제목                            | 작곡가(들)                     | 길이  |
| ---- | ------------------------------- | ------------------------------ | ----- |
| 1    | “장미의 밤"                     | 모셰 도르요세프 하다르         | 2:38  |
| 2    | “세 개의 작은 춤"               | 에르네스토 카보우르            | 2:31  |
| 3    | “돌다, 돌다, 해바라기”          | 빅토르 하라                    | 2:57  |
| 4    | "만디오칼의 꼬마 일꾼"          | 아니발 삼파요                  | 2:21  |
| 5    | “엘 투루루루루루” (스페인 전통) |                                | 2:22  |
| 6    | "토끼"                          | 자라카를로스 프렌데즈 살디아스 | 1:38  |
|      |                                 | 전체 길이                      | 36:43 |